# ستيوارت تومسون (لاعب كرة قدم)
ستيوارت تومسون (بالإنجليزية: Stewart Thompson)‏ هو لاعب كرة قدم بريطاني، ولد في 2 سبتمبر 1964.